# The News
"The News" é uma canção da banda de rock estadunidense Paramore, lançada em 8 de dezembro de 2022 como o segundo single de seu sexto álbum de estúdio This Is Why (2023). Foi composta por Hayley Williams, Taylor York, e Zac Farro, sendo produzida por Carlos de la Garza. A canção obtém um vídeo musical lançado no mesmo dia da canção.

## Antecedentes
"The News" foi lançada em 8 de dezembro de 2022. De acordo com Williams, "'The News' é uma daquelas canções que chegou rapidamente e parece emocionante desde o início. Parece um meio-termo feliz entre a angústia clássica do Paramore e trazer algumas influências que sempre tivemos, mas nunca exploradas... assistir a bateria de Zac para esta faixa foi uma das minhas memórias favoritas em estúdio".

## Composição
"The News" é uma canção de gêneros pós-punk, rock alternativo, e math rock. De acordo com a Loudwire, "a canção... é um rock mais animado e otimista nos versos, mas recua para entregar um refrão mais hipnótico".

## Vídeo musical
Um vídeo musical para a faixa foi lançado no mesmo dia que a mesma e foi dirigido por Mike Kluge e Matthew DeLisi.

## Créditos
- Hayley Williams – vocais, vocais de apoio, composição
- Taylor York – guitarra, composição
- Zac Farro – bateria, percussão, composição

## Desempenho nas tabelas musicais
| Tabela (2022)                                           | Melhor posição |
| ------------------------------------------------------- | -------------- |
| Alemanha Rock Airplay (Official German Charts)          | 11             |
| Estados Unidos (Billboard Hot Rock & Alternative Songs) | 34             |
| Nova Zelândia Hot Singles (RMNZ)                        | 33             |
| Reino Unido Physical Singles (OCC)                      | 9              |